# Colobocladus desbruyeresi
Colobocladus desbruyeresi is een naaldkreeftjessoort uit de familie van de Apseudidae. De wetenschappelijke naam van de soort is voor het eerst geldig gepubliceerd in 1987 door Bacescu.